# Feodor Alexándrovich
Fiódor Alexándrovich de Rusia (23 de diciembre de 1898 - 30 de noviembre de 1968) fue uno de los hijos del gran duque Alejandro Mijáilovich Románov de Rusia y la gran duquesa Xenia Románova, hermana de Nicolás II de Rusia, el último zar.
Nacido y criado en el Imperio ruso durante el reinado de su tío Nicolás II, siguió la carrera militar e ingresó en el Cuerpo de Pajes durante la Primera Guerra Mundial. Con la caída de la monarquía rusa, se escapó del destino de muchos de sus familiares, asesinados por los bolcheviques huyendo con sus padres a Crimea. Durante un tiempo, él estuvo bajo arresto domiciliario con un grupo grande de miembros de la familia. Salieron de Rusia el 11 de abril de 1919. 
En el exilio, se instaló en Francia, donde se casó con la princesa Irina Pávlovna Paléi, su prima lejana. La pareja se divorció en 1936. Aquejado de tuberculosis, el príncipe Fiódor se trasladó a Inglaterra con su madre, durante los años de la Segunda Guerra Mundial. Cuando terminó la guerra, se instaló definitivamente en el sur de Francia.

## Príncipe ruso
El príncipe Fiódor Alexándrovich Románov nació en San Petersburgo, el 23 de diciembre de 1898. Era el segundo varón y tercer hijo de siete hermanos. Aunque era nieto del emperador Alejandro III a través de su madre, no tenía derecho al título de Gran Duque de Rusia, porque sólo era bisnieto del emperador Nicolás I en la línea masculina a través de su padre. Pasó sus primeros años en el Imperio ruso. Siguiendo la tradición familiar, comenzó una carrera militar. Durante la Primera Guerra Mundial ingresó en el Cuerpo de Pajes.
A la caída de la monarquía rusa, buscó refugio con su familia en la propiedad de su padre en Crimea. Allí vivieron en reposo hasta la llegada al poder de los bolcheviques con la Revolución de Octubre en 1917. Por algún tiempo, el Príncipe Fiódor estuvo bajo arresto domiciliario en Ai-Todor y más tarde en Dulber encarcelado junto a sus padres, hermanos, su abuela la emperatriz viuda y muchos más parientes Románov.
Fiódor y sus familiares en Crimea escaparon de la suerte que tuvieron varios sus primos Romanov, que terminaron siendo asesinados por los bolcheviques, cuando fueron liberados por las tropas alemanas en 1918. Abandonó Rusia el 11 de abril de 1919 para ir al extranjero en la nave de la Marina Real, HMS Marlborough y se trasladó a Inglaterra y luego a Francia.

## Vida en el exilio
Durante sus primeros años en el exilio, el Príncipe Fiódor vivió en París, en el apartamento de su hermana, la princesa Irina Alexándrovna de Rusia y su esposo el príncipe Félix Yusúpov. Él trabajó como taxista, y más tarde como arquitecto.
El Príncipe Fiódor se casó el 3 de junio de 1923 en la Catedral de San Alexander Nevsky en París, con su prima en primer grado, la princesa Irina Paléi (1903-1990). Ella era hija del gran duque Pablo Alexándrovich de Rusia y su esposa morganática, la princesa Olga Paléi. La pareja tuvo un hijo:
1. Príncipe Miguel Fiódorovich (Paris 4 de mayo de 1924 - 22 de septiembre de 2008), casado en primeras nupcias en París el 15 de octubre de 1958 (divorciados 1992) con Helga Staufenberger (nacida en Viena, 22 de agosto de 1926), y en segundas nupcias el 15 de enero de 1994 con María de las Mercedes Ustrell-Cabani (nacida en Hospitalet de Llobregat, España 26 de agosto de 1960). Miguel murió en el mismo día que su primo, el príncipe Miguel Andréyevich Románov.[2]

Desde 1930, el príncipe Fiódor y su esposa vivían separados. La princesa Irina comenzó una relación con el conde Huberto de Monbrison (15 de agosto de 1892 - 14 de abril de 1981) y tuvo una hija con él mientras todavía estaba casada con el Príncipe Fiódor, quien reconoció a la niña como suya.
1. Princesa Irene Fiódorovna (nacida el 7 de mayo de 1934 en Fontenay, Francia); casada en primeras nupcias en Biarritz el 23 de diciembre de 1955 (divorciada 1959) con Andre Jean Pelle (nacido en Biarritz el 29 de noviembre de 1923); casada en segundas nupcias en Le Pin el 26 de diciembre de 1962 (divorciados) con Víctor-Marcel Soulas (nacido en Saint-Méen-le-Grand el 26 de agosto de 1938).

El príncipe Fiódor Alexándrovich y la princesa Irene se divorciaron el 22 de julio de 1936. Se fue a los Estados Unidos, donde ejerció la profesión como piloto de pruebas para una empresa automotriz. Con el tiempo, el príncipe vio que había sido manipulado por ladrones. La adaptación a la vida americana fue un fracaso, fue incapaz de adaptarse a la cultura en el extranjero. Herido en su orgullo, que abandonó el país y se mudó con su madre en Inglaterra. 
Él no volvió a casarse y pasó la Segunda Guerra Mundial en Inglaterra en la casa de su madre. Por 1941 él estaba gravemente enfermo de tuberculosis y tuvo que permanecer durante largos periodos en sanatorios para recuperarse. Durante los años de guerra, tenía contactos esporádicos con su hijo que se quedó en el sur de Francia con la exesposa de Fiódor. Cuando terminó la guerra, para mejorar su salud y estar más cerca de su hijo, el Príncipe Fiodor se estableció en el sur de Francia en la villa de su hermana, la princesa Irina Alexándrovna. Vivió allí durante el resto de la vida. Con ingresos muy limitados de su propiedad y demasiado enfermo para trabajar, su exesposa y su hermana ayudaron con los gastos médicos. El Príncipe Fiódor Alexándrovich murió el 30 de noviembre de 1968 a los 70 años de edad en Ascain, Francia.

## Títulos y estilos
- Su Alteza el Príncipe Fiódor Alexándrovich de Rusia

Nota: Después de la Revolución rusa de 1917 los miembros de la familia imperial tendían a quitar la designación territorial "de Rusia" y utilizar el título de príncipe con el apellido Románov.

## Literatura
- Van Der Kiste, John & Hall, Coryne. Once a Grand Duchess: Xenia, Sister of Nicholas II. Sutton Publishing, 2002. ISBN 0-7509-2749-6.
- Willis, Daniel. The Romanovs in the 21st Century: a genealogical Biography. VDM, 2009. ISBN 978-3-639-17480-9.
- Frédéric Mitterrand Mémoires d'exil Robert Laffont. Paris. 1999 ISBN 2-221-09023-3
- Cyrille Boulay : Légendes royales - Dans l'intimité des Cours européennes